# Natalie Kingston
Natalie Kingston (19 de mayo de 1905 – 2 de febrero de 1991) fue una actriz cinematográfica estadounidense.
Kingston nació en Vallejo, California, y creció en San Francisco, California. Su padre fue Adolph Ringstrom. Su familia era de ascendencia española y húngara. Fue biznieta del general Mariano Guadalupe Vallejo, que mandaba el ejército que rindió California al general John C. Frémont. Su madre fue Natalia Haraszthy, nieta de Agoston Haraszthy, fundador de la industria vinícola californiana. Fue educada en San Rafael, California.
Abandonó sus estudios para dedicarse a la danza. De niña aprendió a bailar la jota y otros bailes tradicionales españoles. Kingston llegó a bailar con el espectáculo Winter Garden de Nueva York. Posteriormente se unió al grupo de baile de Fanchon y Marco en California, tras ser descubierta por ellos mientras bailaba en un cabaré de San Francisco.
Inició su carrera interpretativa en Broadway, y pasó al cine en los primeros años veinte. Su primera actuación cinematográfica fue en The Daredevil (1923). Se unió a los estudios de Mack Sennett en 1924, y trabajó junto a Harry Langdon en una serie de comedias que incluyó Remember When? (1925) y Her First Flame (1927). Kingston dejó el estudio de Sennett y las comedias en 1926 para intentar hacer papeles dramáticos. 
Firmó un contrato con Paramount Pictures y rodó tres películas en rápida sucesión, todas comedias. La primera fue Miss Brewster's Millions (1926), la segunda The Cat's Pajamas (1926), y la tercera fue Wet Paint (1926). 
El primer papel dramático de Kingston fue en Street Angel (1928), donde interpretaba a Lisetta. Ese mismo año rodó Painted Post, con Tom Mix. En este film ella es una ilustradora de una revistas que busca figuras típicas del oeste. En el papel de Dona Beatriz Kingston consiguió una gran oportunidad rodando The Night of Love (1927). En la película trabajaban Ronald Colman y Vilma Bánky.
Actuó en dos populares películas de Tarzán, como Mary Trevor en Tarzan the Mighty (1928) y como Jane Porter en Tarzan the Tiger (1929), siendo la quinta actriz que interpretaba ese papel. La serie de Tarzán, coprotagonizada por Frank Merrill, fue producida por Universal Pictures. Tras varios papeles en películas de serie B, rodó su última película, Only Yesterday (1933). En la misma no aparecía en los títulos de crédito.
Natalie Kingston falleció en West Hills, California, a los 85 años de edad.